# Natar
Natar (Potamogeton) är ett släkte av nateväxter. Natar ingår i familjen nateväxter.

## Bildgalleri

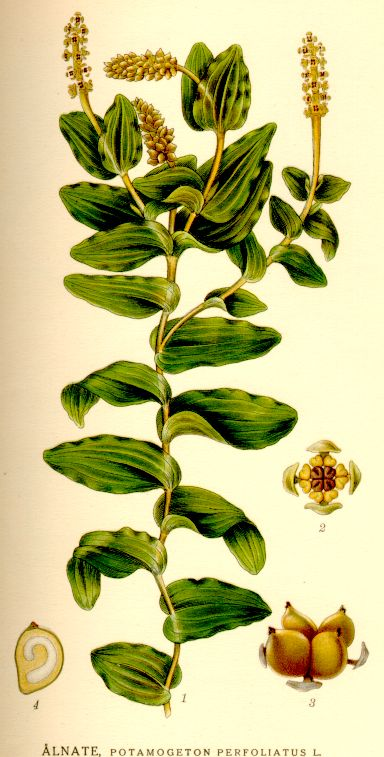
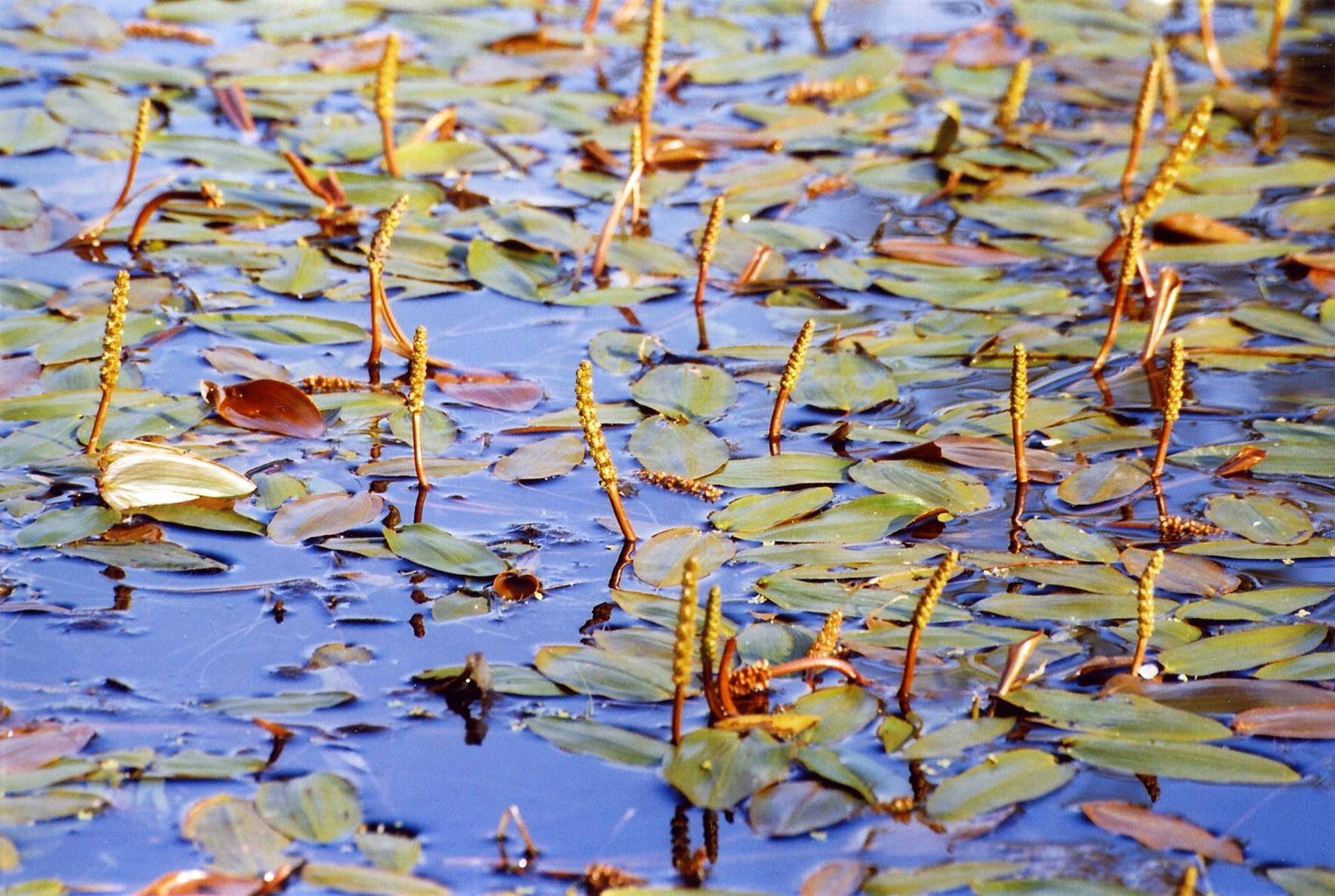
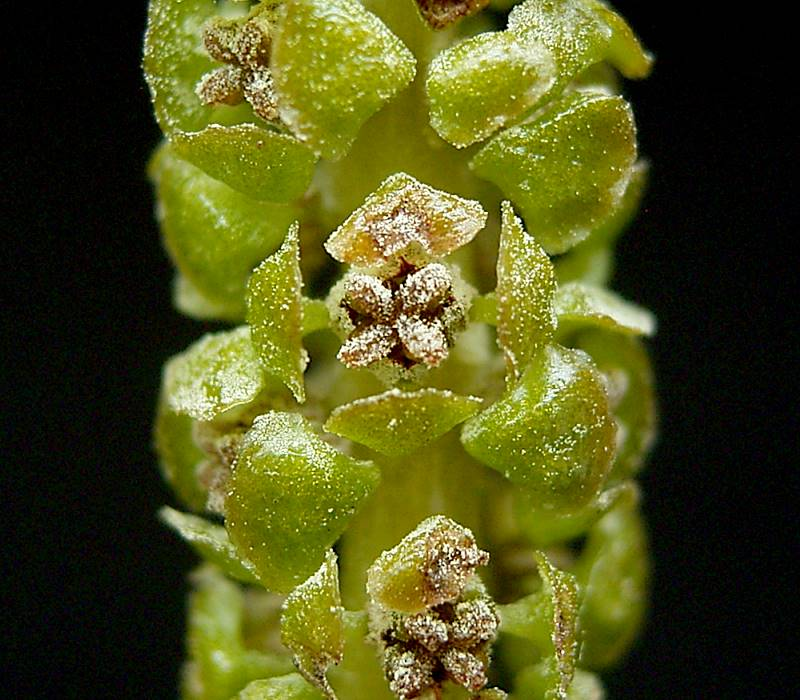
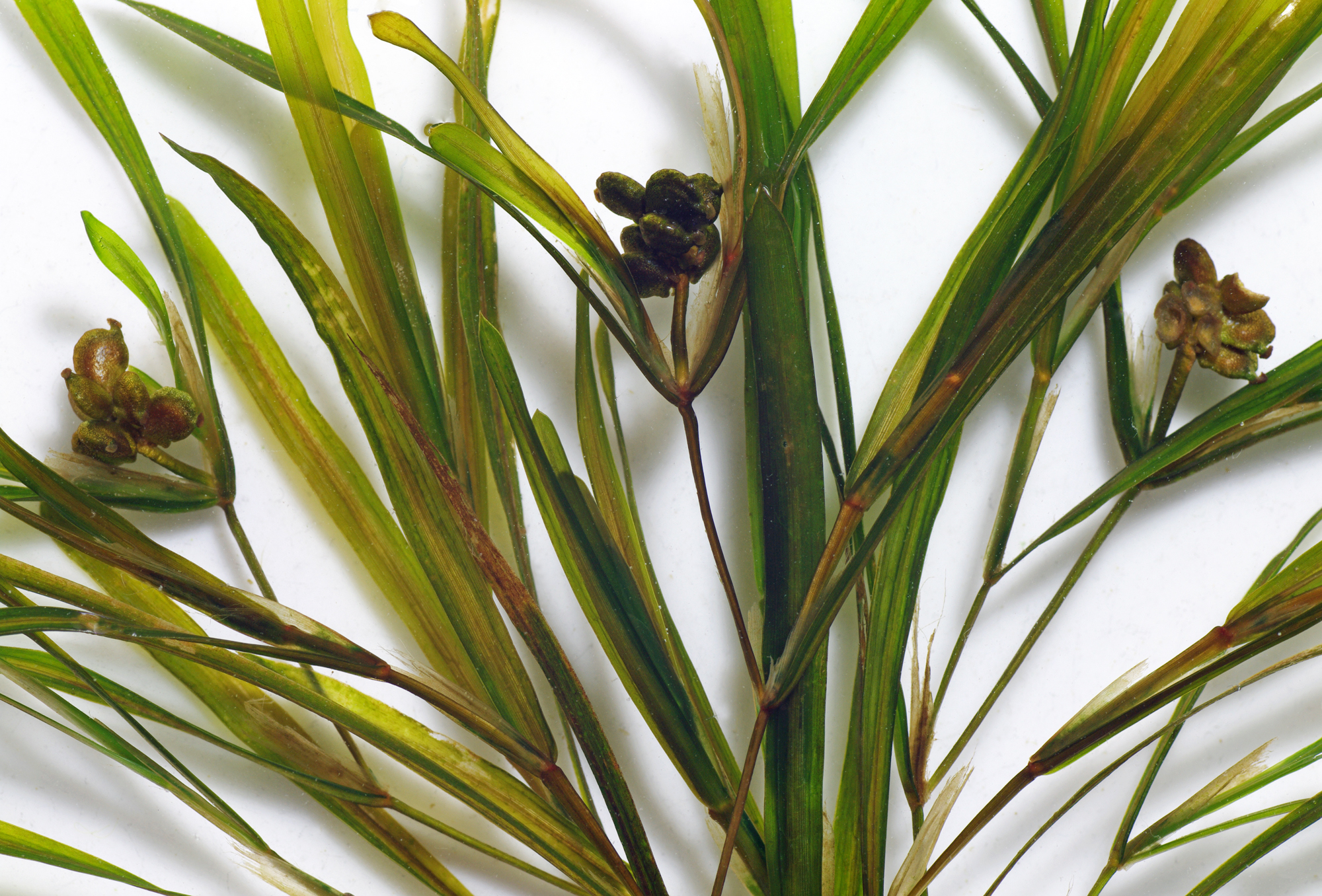
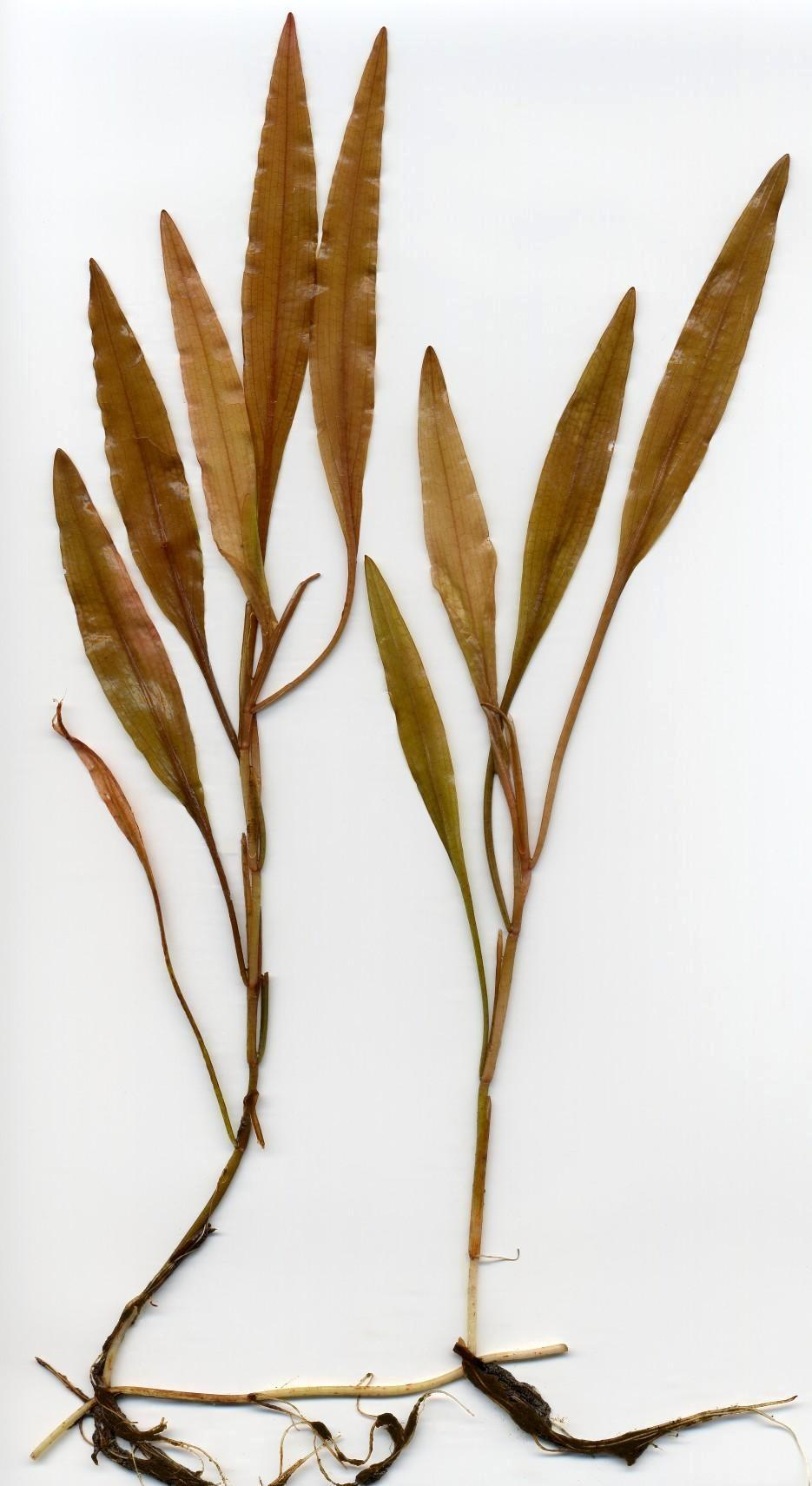
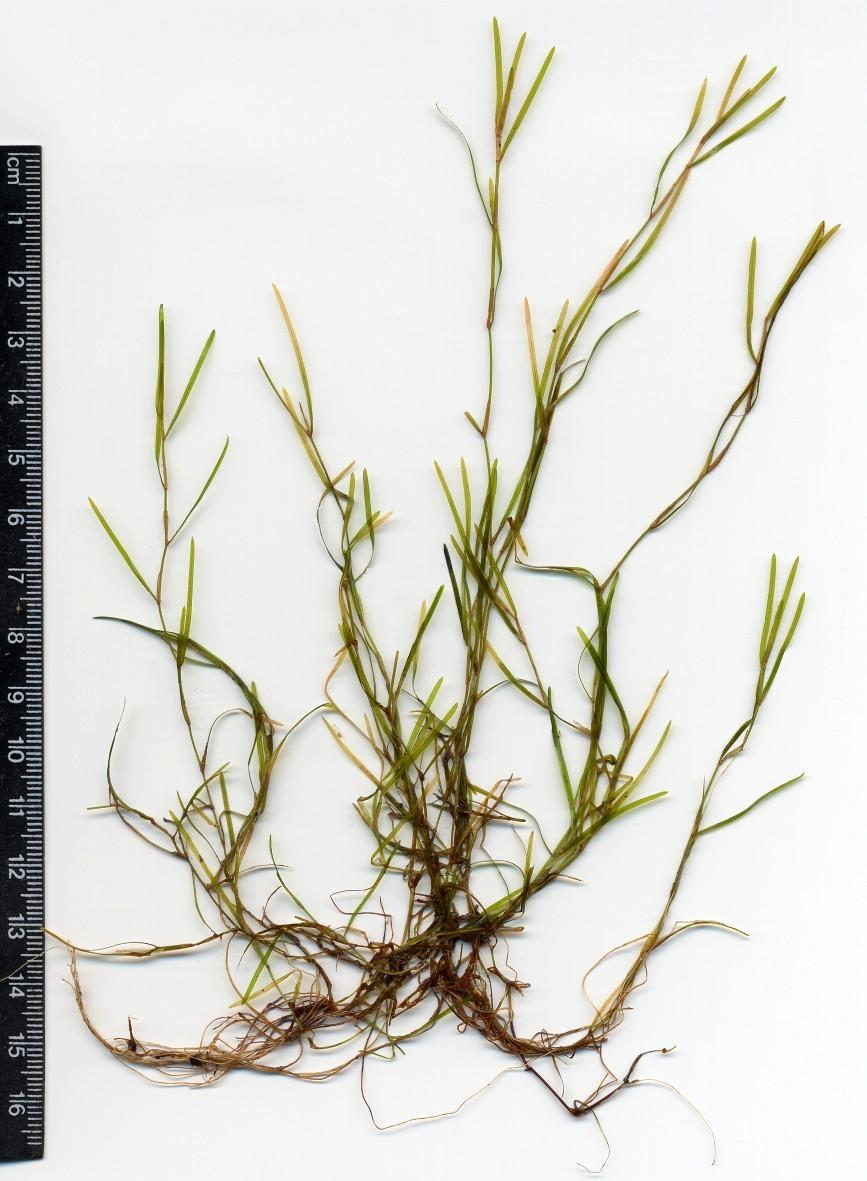

## Dottertaxa till Natar, i alfabetisk ordning[1]
- Potamogeton acutifolius
- Potamogeton alpinus
- Potamogeton amblyophyllus
- Potamogeton amplifolius
- Potamogeton argutulus
- Potamogeton bicupulatus
- Potamogeton clystocarpus
- Potamogeton cognatus
- Potamogeton confervoides
- Potamogeton cooperi
- Potamogeton crispus
- Potamogeton cristatus
- Potamogeton distinctus
- Potamogeton diversifolius
- Potamogeton epihydrus
- Potamogeton faxonii
- Potamogeton floridanus
- Potamogeton fluitans
- Potamogeton foliosus
- Potamogeton friesii
- Potamogeton gessnacensis
- Potamogeton gramineus
- Potamogeton griffithii
- Potamogeton groenlandicus
- Potamogeton hagstroemii
- Potamogeton haynesii
- Potamogeton hillii
- Potamogeton illinoensis
- Potamogeton intortusifolius
- Potamogeton maackianus
- Potamogeton manschuriensis
- Potamogeton marianensis
- Potamogeton mysticus
- Potamogeton natans
- Potamogeton nericius
- Potamogeton nitens
- Potamogeton nodosus
- Potamogeton oakesianus
- Potamogeton obtusifolius
- Potamogeton octandrus
- Potamogeton ogdenii
- Potamogeton oxyphyllus
- Potamogeton perfoliatus
- Potamogeton polygonifolius
- Potamogeton praelongus
- Potamogeton prussicus
- Potamogeton pulcher
- Potamogeton pusilliformis
- Potamogeton pusillus
- Potamogeton rectifolius
- Potamogeton recurvatus
- Potamogeton richardsonii
- Potamogeton robbinsii
- Potamogeton saxonicus
- Potamogeton schreberi
- Potamogeton scoliophyllus
- Potamogeton semifructus
- Potamogeton sparganiifolius
- Potamogeton spathulatus
- Potamogeton spathuliformis
- Potamogeton spirillus
- Potamogeton strictifolius
- Potamogeton subobtusus
- Potamogeton subsessilis
- Potamogeton subsibiricus
- Potamogeton tennesseensis
- Potamogeton undulatus
- Potamogeton vaseyi
- Potamogeton vilnensis
- Potamogeton wrightii
- Potamogeton zosteriformis